# Cossourado (Barcelos)
Cossourado es una freguesia portuguesa del concelho de Barcelos, con 6,41km² de área y 927 habitantes (2001). Densidad de población: 144,6 hab/km².
Presidente de la junta de freguesia: Sr. Paulo Jorge Gonçalves Esteves